# Danja Müsch
Danja Müsch-Hupach (* 14. April 1971 in Kassel) ist eine ehemalige deutsche Volleyball- und Beachvolleyballspielerin. Sie war Europa- und deutsche Meisterin und nahm dreimal an den Olympischen Spielen teil. Derzeit arbeitet sie bei der Hochschule Fresenius als Head of Marketing.

## Sportliche Karriere
Müsch begann 1984 mit dem Volleyball in der Halle beim SSC Vellmar. Nach einer Zwischenstation beim TV Creglingen spielte sie ab 1992 für den USC Münster, mit dem sie 1994 den CEV-Cup gewann. Für die Nationalmannschaft absolvierte sie 45 Länderspiele. An der Seite von Beate Bühler wurde Müsch in ihrer ersten Beach-Saison 1994 Europameisterin. 1995 gewann sie erstmals die deutsche Meisterschaft in Timmendorfer Strand. Im folgenden Jahr reichte es national nur zum dritten Rang, aber international gab es einige Erfolge. Das Duo Bühler/Müsch erreichte das Endspiel der EM, kam bei der World Tour dreimal ins Finale (Italien, Indonesien und Belgien) und belegte den siebten Platz bei den Olympischen Spielen in Atlanta. Danach wechselte Müsch ihre Partnerin. Mit Maike Friedrichsen gelang ihr in der ersten Saison der Sieg bei der deutschen Meisterschaft und ein zweiter Platz beim World-Tour-Turnier in Japan. Nach einem dritten Rang 1998 wiederholte das Duo 1999 den nationalen Erfolg. Außerdem wurde Müsch in den Jahren 1997 bis 1999 als Beachvolleyballerin des Jahres ausgezeichnet. Bei den Olympischen Spielen 2000 in Sydney erreichte sie den neunten Rang. 2001 feierte sie als deutsche Meisterin den letzten Triumph mit Maike Friedrichsen. Anschließend bildete sie ein Duo mit Susanne Lahme und erreichte bei der nationalen Meisterschaft 2002 das Finale und 2003 den dritten Rang. Bei der World Tour 2003 kam sie ins Finale von Lianyungang. 2004 schaffte sie das gleiche in Mallorca und erlebte in Athen ihr drittes olympisches Turnier, das sie auf dem neunten Platz beendete. Außerdem wurde sie zum vierten Mal zur Beachvolleyballerin des Jahres gewählt. Nach ihrem fünften Titel bei der deutschen Meisterschaft beendete sie ihre Karriere als Spielerin.

## Reporterin
Zwischen 2007 und 2010 arbeitete Müsch als Reporterin für den Sportsender sportdigital.tv, der zwischen der Saison 2007/08 und Saison 2009/10 neben Handball und Basketball auch Spiele der Volleyball-Bundesliga übertrug.

## Privates
Danja Müsch-Hupach lebt mit ihrer Familie im Rheinland.